# Weissport, Pennsylvania
Weissport, Pennsylvania (енгл. Weissport) град је у америчкој савезној држави Пенсилванија.

## Демографија
По попису из 2010. године број становника је 412, што је 22 (-5,1%) становника мање него 2000. године.
| Група             | 2000.       | 2010.       |
| Белци             | 412 (94,9%) | 376 (91,3%) |
| Афроамериканци    | 2 (0,5%)    | 4 (1,0%)    |
| Азијати           | 15 (3,5%)   | 5 (1,2%)    |
| Хиспаноамериканци | 3 (0,7%)    | 22 (5,3%)   |
| Укупно            | 434         | 412         |